# Кіт у чоботях: Троє чортенят
Кіт у чоботях: Троє чортенят (англ. Puss in Boots: The Three Diablos) — американський комп'ютерний короткометражний пригодницький комедійний фільм 2012 року. Його режисером був Раман Хьої, а головну роль озвучив Антоніо Бандерас. Короткометражка вийшла на екрани 24 лютого 2012 року як бонусний фільм до DVD та Blu-ray (3D) версії «Кіт у чоботях». Короткометражка розповідає історію про Кота в чоботях, який вирушає на місію повернути вкрадений у принцеси рубін у сумнозвісного французького злодія Шептуна. Неохоче супроводжуваний трьома милими кошенятами на ім'я Три Чортенят, Кіт повинен приборкати їх, поки вони не поставили під загрозу місію.

## Сюжет
Через деякий час після інциденту з Золотою Гускою Кіт у Чоботях їде на коні пустелею, роздумуючи над тим, на якому роздоріжжі він опинився — розбійник чи герой, — коли його схоплюють італійські лицарі. Потім його відвозять до принцеси Алессандри Белагомби, чиє «Вогняне серце», рубін, коронний камінь її королівства, пропав. Спочатку Коте вважає, що його несправедливо звинувачують у крадіжці, але згодом з'ясовується, що принцеса хоче найняти його лише на основі його репутації, розкриваючи, що злочин скоїв французький злодій на прізвисько «Шептун», і що лицарі принцеси схопили трьох його поплічників. Поплічниками виявляються троє кошенят, яких принцеса називає «Чортенята». Хоча Кіт не може повірити, що такі безневинні створіння можуть бути злодіями, принцеса та її охоронці налякані ними. Чортенята погоджуються допомогти Коту за умови, що вони будуть вільні, якщо повернуть рубін.
Коли Кіт відводить Чортенят в пустелю, вони швидко зраджують його (виявляючи свою підступну сутність) і ховають живцем. Пізніше Кіт тікає і наздоганяє Чортенят, використовуючи свої широкі очі проти їхніх. Тієї ночі він говорить про те, щоб відправити їх назад до в'язниці за те, що вони його обдурили, але дізнається, що у них немає сім'ї і вони такі ж сироти, як і він. Він співчутливо розповідає їм, що теж знає, як важко рости, не знаючи, кому довіряти, коли тебе зраджують, і наводить приклад того, як Шалтай-Болтай звів його на хибний шлях, так само, як Шептун вчинив з ними. Тоді Коте вирішує вказати Чортенятам на правильний шлях і навчає їх битися, грається з ними, стаючи їхніми друзями. Він також дає їм імена: Перлу (тому що вона єдина в своєму роді), іншого Гонсало (за його задиристий характер), а третього — сер Тімотео Монтенегро Третій (титул — це все, що йому потрібно).
Наступного дня Чортенята, перегорнувши нову сторінку, показують Коту таємну схованку Шептуна, і тут же стикаються з самим Шептуном, який, судячи з його імені, має низьку гучність голосу і використовує свій капелюх як мегафон, щоб говорити чітко і ясно. Також з'ясовується, що сам Шептун використовує серце як прикрасу на своєму поясі. Дізнавшись, що Чортенята привели до нього Кота у чоботях, щоб повернути серце, Шептун збирається покарати їх за зраду, але Коте бореться з ним і дозволяє Чортенятам втекти. Однак вони повертаються, щоб допомогти Коту з тим, чого навчилися від нього, і Шептун падає в бездонну яму, а Кіт в цей час повертає серце. Потім Коте повертає серце Принцесі і отримує в нагороду золото, а Принцесі він дарує Чортенят, як її нових особистих охоронців. Вони прощаються, і Кіт каже: «Він ніколи їх не забуде, так само, як вони ніколи не забудуть ім'я Кота»; на жаль, охоронці грюкають дверима, перш ніж він встигає закінчити своє прощання.

## Прийом
Брет Марнелл був номінований у категорії "Видатні досягнення, редакторська робота в анімаційному телевізійному або іншому мовленні" за роботу над мультфільмом "Кіт у чоботях": Троє чортенят" на 40-й щорічній церемонії вручення премії "Енні".